# Rome (Maasdriel)
Rome is een buurtschap in de Nederlandse gemeente Maasdriel, gelegen in de provincie Gelderland. Het ligt tussen Velddriel en Rossum.
Dorpen: Alem · Ammerzoden · Hedel · Heerewaarden · Hoenzadriel · Hurwenen · Kerkdriel · Rossum · Velddriel · Well · Wellseind

Buurtschappen: Californië · Doorning · Rome · Sint Andries · Slijkwell · Veluwe · Voorne · Wordragen

Gelderland: Steden en dorpen in Gelderland      Nederland: Provincies · Gemeenten